# 100/47
Il cannone da 100/47 era un cannone navale italiano, impiegato nel ruolo antiaereo ed antinave sulle unità sottomarine e di superficie della Regia Marina durante la seconda guerra mondiale. La denominazione comprende una famiglia di pezzi e di impianti navali diversi, tutti derivati dallo Škoda 10 cm K10 austro-ungarico.

## Storia
Alla fine della prima guerra mondiale il Regno d'Italia ricevette dall'Impero austro-ungarico, come riparazione dei danni di guerra, due incrociatori leggeri classe Helgoland e quattro cacciatorpediniere classe Tátra. Queste unità erano armate con l'ottimo Škoda 10 cm K10 da 100 mm, il quale tanto impressionò la Regia Marina, che ne fu prodotta una copia dalla Odero-Terni-Orlando, il 100/47 Mod. 1924. Questo cannone e le versioni successive Mod. 1927 e Mod. 1928, a differenza dello Škoda, erano impianti binati e vennero installati sulle navi da battaglia classe Conte di Cavour ricostruite e su quasi tutti gli incrociatori.

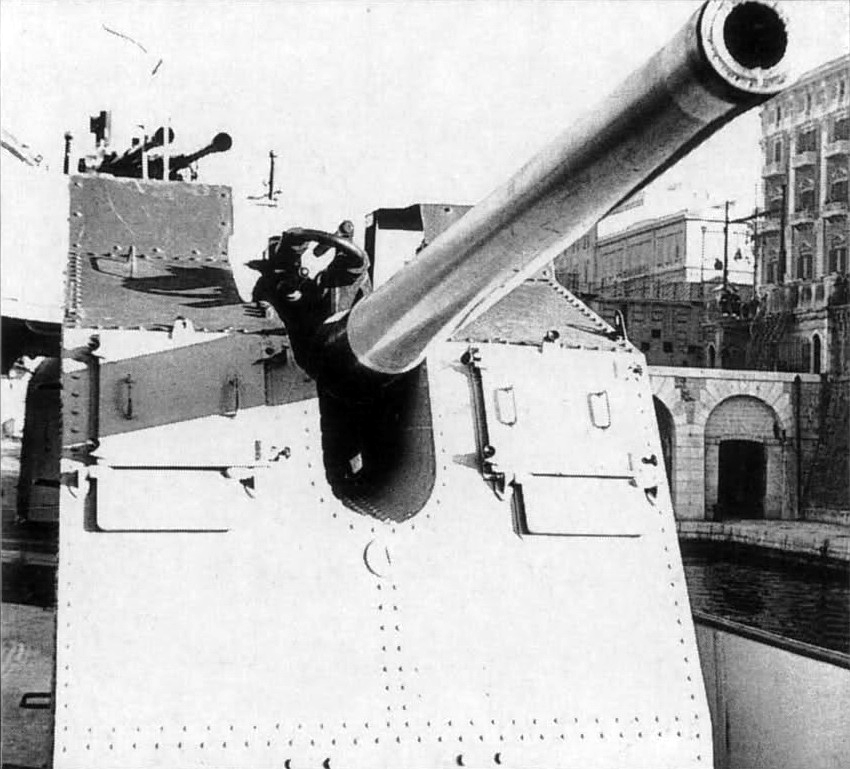
Il cannone 100/47 del Garibaldi

Per le unità minori, quali torpediniere e corvette, la OTO realizzò due bocche da fuoco leggermente modificate, impiegate su diversi impianti singoli: al primo modello, l'OTO Mod. 1931 seguirono gli impianti OTO Mod. 1935 e RM Mod. 1937, che usavano la stessa bocca da fuoco. L'OTO Mod. 1937 montava invece un'arma leggermente migliorata.
Infine, per i sommergibili la OTO realizzò dei derivati del Mod. 1928 in impianto singolo con canna leggermente accorciata, denominati Mod. 1931, Mod. 1935 e Mod. 1938.
Nel 1930 dieci impianti binati OTO Mod. 1928 furono forniti all'Unione Sovietica ed installati sugli incrociatori leggeri Krasnyi Kavkaz e Chervona Ukraina. Queste bocche da fuoco erano una versione allungata a 50 calibri, incavalcate su un affusto antieareo a ginocchiello variabile, progettato da Minisini, cosicché i pezzi in Unione Sovietica furono soprannominati Minizini.
Altri utilizzatori pre-bellici del cannone da 100/47 furono:
- la Svezia sulle due torpediniere classe Spica comperate in Italia;
- l'Argentina sui due incrociatori ARA Almirante Brown e ARA Veinticinco de Mayo, costruiti in Italia sul modello del tipo Trento;
- la Spagna sull'incrociatore Baleares (ma non sul gemello Canarias) e sui due sommergibili Iride ed Onice prestati dalla Regia Marina durante la Guerra di Spagna.

Dopo il trattato di pace, le seguenti unità dotate di questo cannone furono cedute alle potenze vincitrici:
- Giulio Cesare, Emanuele Filiberto Duca d'Aosta, Animoso, Ardimentoso, Fortunale, Marea e Nichelio all'URSS;
- Eugenio di Savoia alla Grecia;
- Ariete, Aliseo ed Indomito alla Jugoslavia.
- Nel dopoguerra continuò ad equipaggiare nella Marina Militare le torpediniere classe Spica e Orsa,  le corvette classe Gabbiano e quattro incrociatori leggeri (Cadorna, Montecuccoli, Duca degli Abruzzi e Garibaldi). Sul Garibaldi nel dopoguerra vennero aggiunti due cannoni da 100/47 singoli per il tiro illuminante.

L'ultima unità navale italiana ad imbarcare il cannone è stato l'incrociatore Montecuccoli, che nel dopoguerra ha operato come nave scuola per gli allievi dell'Accademia navale di Livorno, che venne messo in disarmo nel 1964, ammainando per l'ultima volta la bandiera, a Taranto la sera del 31 maggio 1964. La radiazione dell'Helli (ex Eugenio di Savoia) dalla marina greca fu essenzialmente contemporanea.

## Tecnica
Le bocche da fuoco da 100/47 furono sviluppate dalla OTO come copie del pezzo Škoda 10 cm K10 e quindi ne riproducevano abbastanza fedelmente le caratteristiche. La canna era in acciaio con otturatore a cuneo orizzontale ma, a differenza dell'originale austriaco, aveva l'anima rigata sfilabile. I vari modelli impiegavano la stessa munizione separata a "cartoccio-bossolo" pesante 26,2 kg, dei quali 13,75 kg rappresentati dalla granata.
Sulle installazioni binate Mod. 24, Mod. 27 e Mod. 28 le bocche da fuoco erano sostenute una culla unica, incavalcata su affusti a piedistallo scudati inchiavardati ai ponti delle unità maggiori (navi da battaglia ed incrociatori).
Le corvette e le torpediniere erano dotate invece dei Mod. 31, Mod. 35, Mod. 37 e R.M. Mod. 37, affusti singoli, a candeliere, muniti di scudatura.
Le bocche da fuoco per sommergibili Mod. 31, Mod. 35 e Mod. 38 erano leggermente accorciate. Inoltre montavano un diverso gruppo di freni di sparo, più piccoli ed incassati nel blocco di culatta. Esse erano incavalcate su affusti singoli a piedistallo, privi di scudatura, con elevazione ridotta che ne limitava l'uso alla funzione antinave.

## Tipologia
| Tipo di impianto                               | Modello impianto | Bocca da fuoco | Peso     | Lunghezza | Elevazione | Gittata  | Classi di navi |
| Affusto binato a piedistallo scudato           | OTO Mod. 1924    | Mod. 1924      | 2 177 kg | 4 985 mm  | -5°/+85°   | 15 240 m | Classe Trento |
| Affusto binato a piedistallo scudato           | OTO Mod. 1927    | Mod. 1927      | 2 177 kg | 4 985 mm  | -5°/+85°   | 15 240 m | Pola |
| Affusto binato a piedistallo scudato           | OTO Mod. 1928    | Mod. 1928      | 2 177 kg | 4 985 mm  | -5°/+85°   | 15 240 m | Classe Conte di Cavour, Bolzano, San Giorgio classe Zara, classi Condottieri Baleares ARA Almirante Brown, ARA Veinticinco de Mayo Krasnyj Kavkaz, Červona Ukraina                           |
| Affusto singolo a piedistallo scudato          | OTO Mod. 1931    | Mod. 1931      | ND       | 4 985 mm  | -6°/+45°   | 15 400 m | Classe Spica (I serie) classe Spica serie Climene classe Spica serie Perseo |
| Affusto singolo a piedistallo scudato          | OTO Mod. 1935    | Mod. 1931      | 6 300 kg | 4 985 mm  | -10°/+60°  | 15 400 m | poco impiegato, sostituito dai Mod. 1937 |
| Affusto singolo a piedistallo scudato          | RM Mod. 1937     | Mod. 1931      | ND       | 4 985 mm  | -10°/+60°  | 15 400 m | poco impiegato, sostituito dai Mod. 1937 |
| Affusto singolo a piedistallo scudato          | OTO Mod. 1937    | Mod. 1937      | 6 800 kg | 4 985 mm  | -10°/+60°  | 15 400 m | Classe Spica serie Alcione classe Ariete classe Orsa classe Gabbiano |
| Affusto singolo a piedistallo per sommergibile | OTO Mod. 1931    | ND             | ND       | 4 940 mm  | -5°/+35°   | 12 600 m | Classe Glauco, classe Sirena, classe Argo |
| Affusto singolo a piedistallo per sommergibile | OTO Mod. 1935    | ND             | ND       | 4 940 mm  | -5°/+35°   | 12 600 m | classe Perla, classe Adua |
| Affusto singolo a piedistallo per sommergibile | OTO Mod. 1938    | ND             | ND       | 4 940 mm  | -5°/+35°   | 12 600 m | Classe Marcello, classe Liuzzi, classe Marconi, classe Ammiragli, classe Platino, classe Tritone I, classe Tritone II, classe Foca modernizzati, classe Brin modernizzati, classe Panigaglia |